# Grassi (empresa)
A Grassi & Cia (1904 - 1970) foi uma indústria automotiva do Brasil, pioneira na fabricação de ônibus no país, com sede na cidade de São Paulo.

## Início da empresa
Em 1899, Luigi Grassi, que trabalhava como pintor de carruagens na Itália, migrou para o Brasil junto com seu irmão Fortunato Grassi, após serem contratados para trabalhar como pintores de palacetes pertencentes aos barões do café, todos de origem italiana, na capital paulista.
No ano de 1904 fundaram a Luiz Grassi & Irmão, oficina especializada no reparo e construção de veículos de tração animal. Num pequeno espaço de duzentos metros quadrados e dispondo de recursos limitados, como forja e ferramentas simples, montaram no ano de 1907 o primeiro automóvel Fiat chegado ao país, tornando-se assim os pioneiros da indústria automotiva brasileira.
Em 1909 passaram a construir furgões de entrega, como também representar a marca de automóveis Itala. Em pouco tempo, deixaram de importá-los completos para fabricar suas carrocerias com materiais locais. Também forneceram carrocerias para outras marcas de automóveis, a maioria italiana, mas aos poucos se dedicaram a distintos fabricantes e modelos, como o Ford Model T.
Em 1923, a empresa participou da primeira exposição de automóveis realizada no país, no Palácio das Indústrias, em São Paulo, onde apresentou um luxuoso Lancia, cuja carroceria haviam construído.

## Ônibus

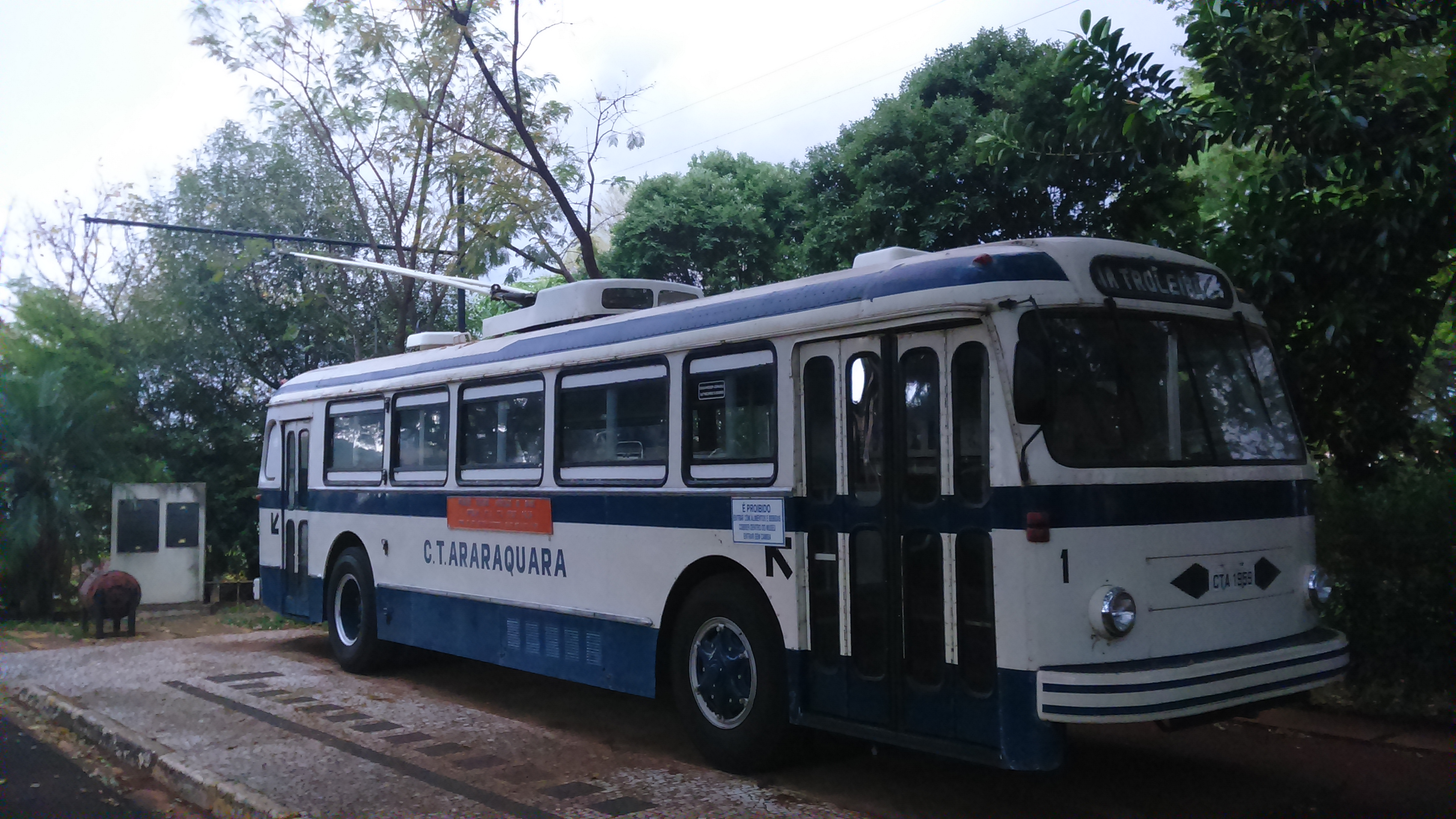
Trólebus Grassi-Villares 1959, da Companhia Trólebus de Araraquara, exposto na Praça Fonte Luminosa.

Em 1910, a Grassi tornou-se a pioneira na indústria de ônibus no Brasil, ao montar uma carroceria sobre um chassi De Dion-Bouton, de origem francesa, encomendado pela Hospedaria dos Imigrantes. O modelo, apelidado de "Mamãe me Leva", foi fabricado em série.
Em 1921, um ano após deixar de produzir veículos de tração animal, mudaram-se para instalações mais espaçosas, onde passaram a construir modelos maiores, com até cinco fileiras de banco. Na mesma década lançaram ônibus urbanos fechados, em substituição às jardineiras, como também os primeiros ônibus rodoviários brasileiros, a maioria feita sobre chassis de caminhões, com carroceria de madeira e teto coberto com linóleo.
No ano de 1929 foi contratada como fornecedora da linha de montagem da Chevrolet, inaugurada em 1925, passando a produzir em série cabines e carrocerias de caminhão, ao ritmo médio de oitenta conjuntos por dia.
Em 1932 fez a primeira exportação de um ônibus brasileiro. Nesta mesma década passou a encarroçar chassis de origem europeia, próprios para o transporte de passageiros. Até 1950 a Grassi encarroçou inúmeros modelos importados, para uso urbano e rodoviário, sendo o único fabricante nacional tecnicamente capacitado a fazê-lo. Embora a empresa não nomeasse seus modelos,  estes acabavam por receber apelidos populares, inerentes às suas características mais marcantes. O primeiro modelo fabricado em série, de 1910, foi chamado de "Mamãe me Leva", por ter capacidade para doze pessoas, "mas sempre levar mais um, igual coração de mãe". Em 1934 construiu uma carroceria de dois andares, sobre o gigantesco chassi inglês Thornycroft, que por suas grandes dimensões foi chamada "King-Kong", utilizada nas ligações São Paulo-Santos e Rio-Petrópolis. O primeiro modelo com cabine avançada, o urbano sobre chassi Volvo, do mesmo ano, apelidado "Sinfonia Inacabada", em referência à alongada dianteira, e o "Camões", de 1947, sobre chassis ingleses AEC, vendido sob a marca ACLO, com meia cabine sobre o motor, ao estilo britânico.

## Auge

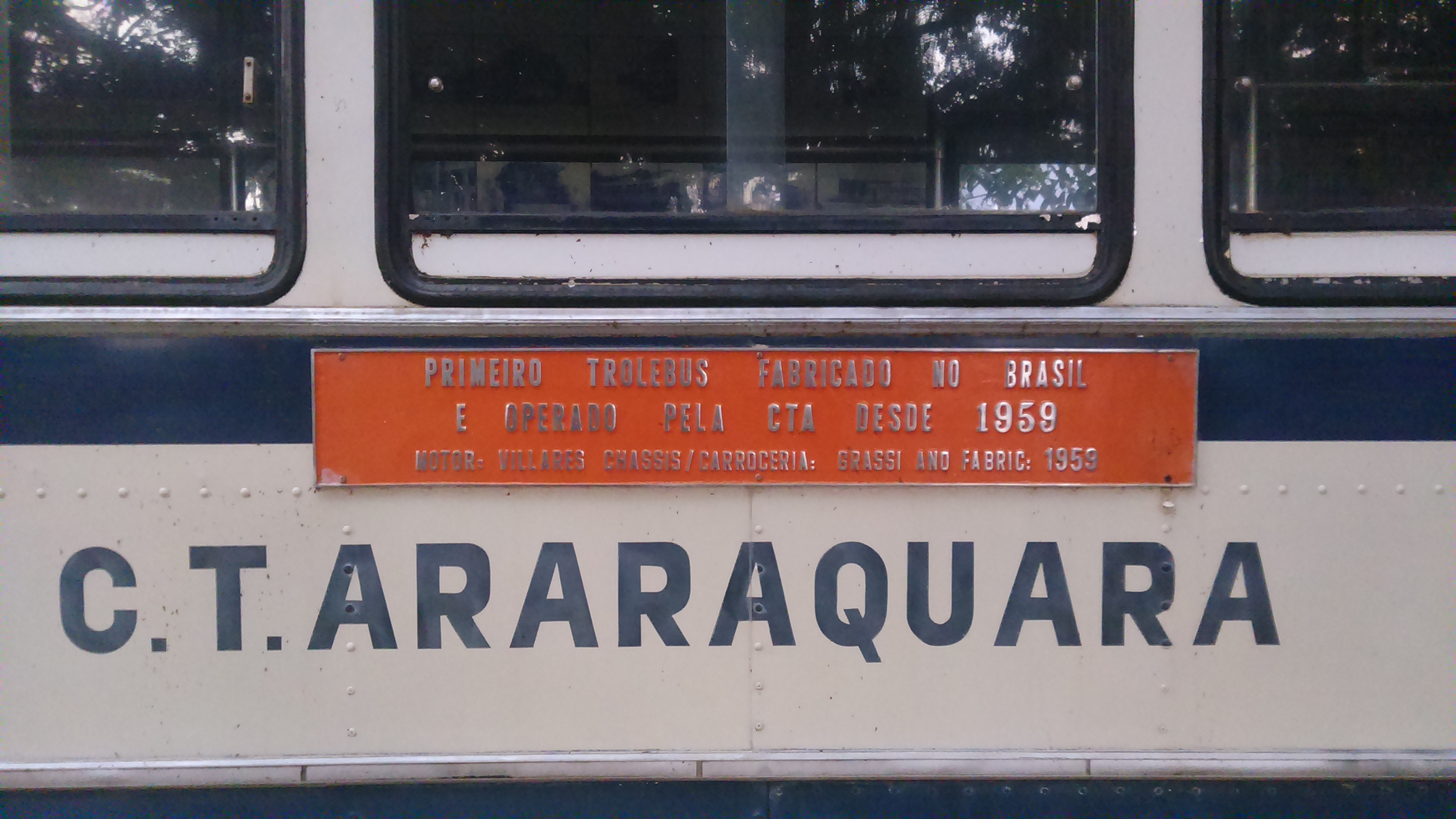
Placa comemorativa no Trólebus.

Na década de 1950, já com nova denominação, a Grassi se firmou como a maior e mais importante fabricante brasileira de carrocerias. Após transferir e ampliar suas instalações, passou a utilizar apenas estruturas e chapas metálicas em seus produtos, agora mais diversificados e de qualidade superior, incluindo projetos feitos sob encomenda, como carros fúnebres.
Em 1958 dominava o mercado brasileiro, trabalhando majoritariamente com veículos nacionais, como os Mercedes-Benz L-312 e LP-321, utilizados principalmente como lotações, e os chassis de caminhão Ford e Chevrolet à gasolina, para os quais preparou o Sertanejo, com capô e semi-cabine, para o transporte urbano e intermunicipal.
Foi nesse ano que a Grassi concluiu o protótipo do primeiro trólebus de fabricação nacional, desenvolvido em conjunto com a Villares, sob licença da norte-americana Marmon-Herrington. O modelo contava com 85% de componentes nacionais. Com catorze metros de comprimento, três portas e capacidade total de 114 passageiros, dezoito unidades foram produzidas para os municípios de Araraquara e São Paulo, onde operaram por três décadas.
No ano 1962 houve grande alteração no estilo das carrocerias, com suavização das linhas, para-brisas levemente curvos, janelas laterais duplas, quatro faróis e linha da cintura revestida de painéis polidos e frisados. Em 1964, por ocasião de seu seu 60º aniversário, quando fabricava 80 unidades por mês e ainda era considerada a maior fábrica de carrocerias da América do Sul, lançou o rodoviário Argonauta, uma versão de estrada do modelo urbano, com colunas inclinadas. No final do ano, no IV Salão do Automóvel, mostrou um rodoviário sobre chassi FNM, com capacidade para 40 passageiros, poltronas reclináveis e bagageiros sob o piso. Na ocasião, também apresentou a linha de ônibus urbanos com colunas inclinadas e alguns retoques estéticos.
Ainda em 1964, a empresa forneceu para a Polícia Militar do Estado de São Paulo quatro carros blindados para controle de tumultos urbanos (tecnicamente denominados VDT – Veículo de Dispersão de Tumultos), montados sobre chassi International e equipados com canhão d’água, ar condicionado e pneus à prova de bala, chamados de Tatu. A viatura também foi exibida no Salão.

## Declínio e falência

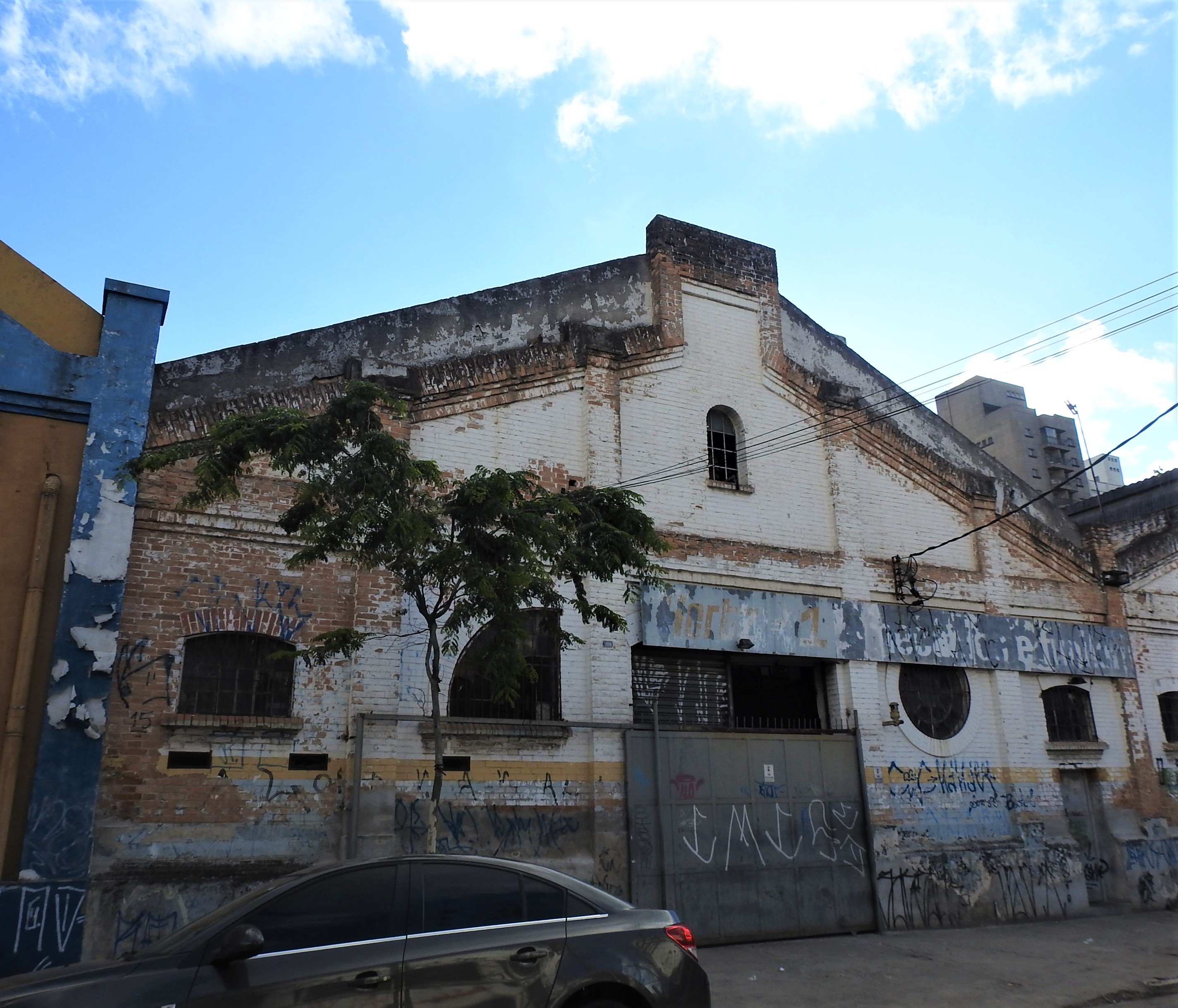
Planta industrial da Grassi, tombada pelo Condephaat, em 2013.

Na segunda metade da década de 1960, a Grassi descuidou da modernização administrativa e da renovação dos produtos, ao mesmo tempo em que a concorrência se acirrou. Em 1965 transferiu o controle acionário para o Grupo Walter Godoy (Crisval). A partir dali todos os seus projetos tiveram vida curta. Ainda em 1965 preparou o rodoviário Presidente, projetado a partir do Argonauta. No "V Salão do Automóvel", no ano seguinte, mostrou o novo urbano Governador, além de mais um rodoviário, desta vez sobre chassi Scania, com as cores do Expresso Brasileiro e luxuoso acabamento. No "VI Salão", em 1968, foram lançados o rodoviário Presidencial, preparado para plataformas com motor traseiro, e o urbano Panorâmico, com para-brisas intercambiáveis, duas janelas de emergência, linhas retas e teto plano, acompanhando a moda da época, modelo que não teve produção seriada.
Em 1966, a empresa novamente trocou de mãos, assumido pela Itatiaia, mais antiga concessionária Mercedes-Benz de São Paulo. Esta dupla troca de comando em tão pouco tempo não foi suficiente para preservar a Grassi da crise que dominou o setor no final da década, o que exigiria da empresa estruturas de gestão mais sólidas e instalações industriais muito mais modernas, o que não ocorreu.
Em 1970, seus controladores resolvem encerrar a produção e vender as instalações industriais, pondo um fim na história de 66 anos.  

## Modelos
Alguns modelos fabricados pela empresa:
- Grassi Aclo
- Grassi Argonauta
- Grassi Camões
- Grassi Governador
- Grassi Jardineira
- Grassi Presidencial
- Grassi Sertanejo
- Grassi Trólebus